# Marcos 7

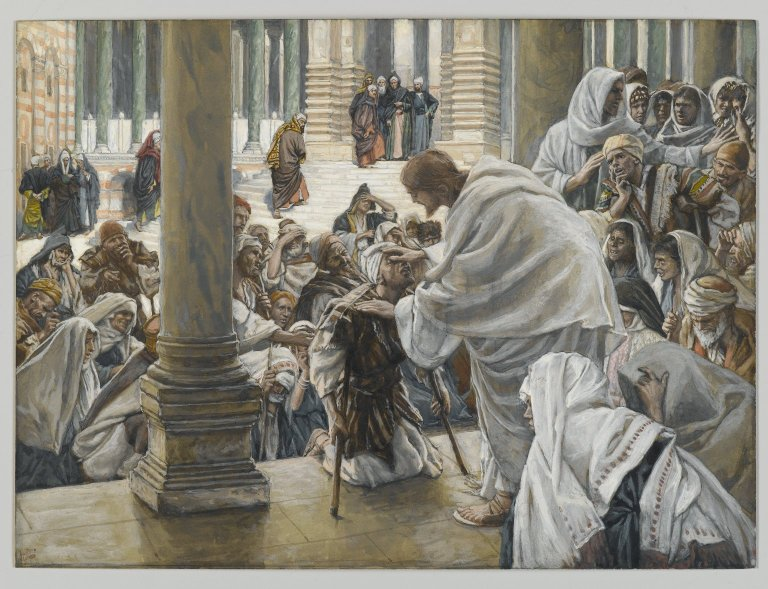
Jesus curando o surdo-mudo da Decápole, um dos episódios de Marcos 7.
Entre 1886 e 1894. Por James Tissot, atualmente no Brooklyn Museum, em Nova Iorque.

Marcos 7 é o sétimo capítulo do Evangelho de Marcos no Novo Testamento da Bíblia. Neste capítulo, Marcos explora um pouco mais a relação entre Jesus, os judeus e os gentios. Segundo algumas interpretações, Jesus rejeita a comida preparada de acordo com os preceitos do judaísmo (kosher) e depois cura dois gentios. O debate ainda continua sobre o quanto deste relato reflete os pontos de vista de Jesus e quanto é resultado do conflito entre os judeo-cristãos e gentios convertidos nos primeiros anos da Igreja.

## Puro e impuro
Alguns fariseus vindos de Jerusalém para ver Jesus e vêem seus discípulos comendo sem lavar as mãos. Eles perguntam por que o costume não estava sendo obedecido e Jesus responde com uma citação de Isaías (Isaías 29:13): «Vós, deixando o mandamento de Deus, observais a tradição dos homens!» (Marcos 7:8) Ele os admoesta por permitirem que um homem faça uma oferenda a Deus — dinheiro aos sacerdotes — e deixe de ajudar seus pais, uma violação clara do quinto mandamento.
Jesus pede então ao povo que ouça e explica que «Nada há fora do homem, que, nele entrando, possa contaminá-lo; pelo contrário as coisas que saem dele, são as que o contaminam» (Marcos 7:15). Posteriormente, seus discípulos demonstram não ter compreendido e Jesus explica-lhes que nada que se coma pode tornar um homem impuro e sim o que sai dele: «as fornicações, os furtos, os homicídios, os adultérios, as avarezas, as malícias, o dolo, a lascívia, a inveja, a blasfêmia, a soberba e a loucura» (Marcos 7:21–22). De acordo com Kilgallen "...em última instância o que está em jogo é o conhecimento da vontade divina: quem sabe mais o que Deus quer que os homens façam". Este ponto de vista deve ser levado em conta à luz da controvérsia da época, como exemplificada pelo Concílio de Jerusalém, sobre o quanto da Lei Mosaica deve um cristão obedecer. Marcos usa esta história para revelar sua opinião na direção paulina (menos judaico, portanto), o que fez com que muitos estudiosos se perguntassem o quanto de seu relato é de fato relativo ao que ensinou Jesus e o quanto ele esperava apenas conseguir converter os gentios. Se o autor é realmente Marcos, então este trecho seria uma indicação que seu grupo, o círculo interno de Pedro, poderia ter se decidido em favor da doutrina de Paulo. 
Esta passagem (e não a explicação) aparece também no apócrifo Evangelho de Tomé 14.

### Versículo 16
Marcos 7:16 ("Se alguém tem ouvidos para ouvir, ouça.") não aparece em todas as traduções da Bíblia para o português (como na Tradução do Novo Mundo). Em algumas, aparece marcado por chaves (como a Tradução Brasileira da Bíblia, citada aqui) ou com um nota de rodapé. Trata-se de uma repetição de Marcos 4:23.

## Curas

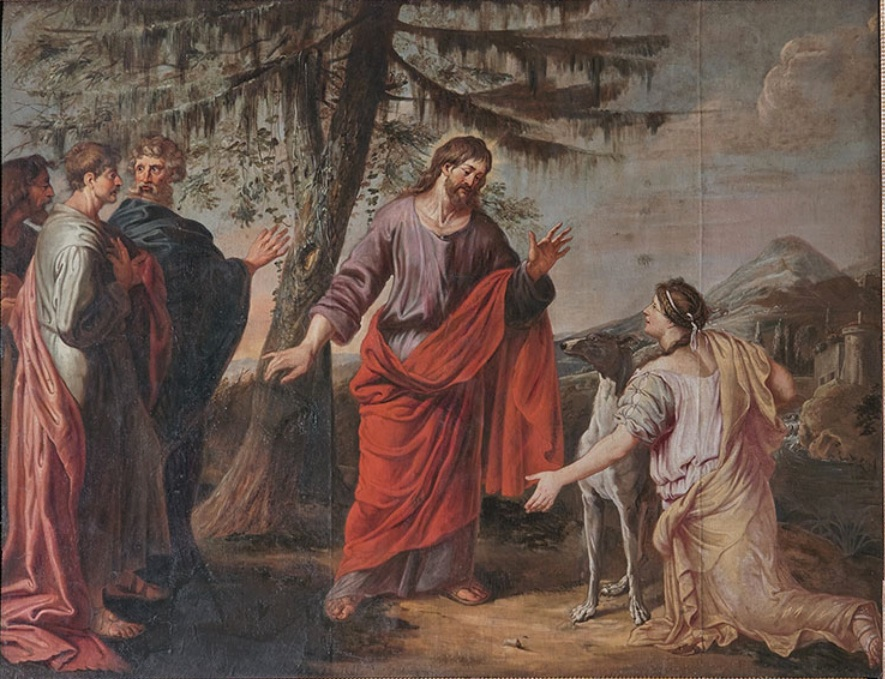
Jesus exorcizando a filha da canaanita.
1673/8. Por Michael Angelo Immenraet, atualmente no Unionskirche, em Idstein, Alemanha.

Marcos em seguida contrasta o conflito anterior de Jesus sobre a obediência da Lei com a cura de dois gentios. No relato, Jesus viaja por duas cidades no território onde hoje está o Líbano. Primeiro, Marcos conta a história de uma mulher de origem siro-fenícia que encontra Jesus na casa de um amigo em Tiro e implora que ele expulse um demônio de sua filha. Ele a pede para esperar dizendo «Deixa primeiro que se fartem os filhos, porque não é bom tomar o pão dos filhos e lançá-lo aos cachorrinhos» (Marcos 7:27). Neste caso, as "crianças" são os filhos de Israel e os "cachorrinhos", os gentios, uma metáfora encontrada em outras obras judaicas. Ela respondeu que até mesmo os cães embaixo da mesa comem as migalhas das crianças, o que impressiona Jesus. Ele pede a ela que volte para casa para reencontrar sua filha já curada. Esta passagem mostra que, segundo Marcos, a missão principal de Jesus era salvar em primeiro lugar os judeus e só então os gentios, mas reafirma que estes, tendo fé, poderão também ser salvos.
Jesus segue depois para a Decápole e encontra um aleijado que também é "surdo-mudo". Em Marcos 7:34, ele toca suas orelhas e sua língua com seu próprio cuspe e diz, em aramaico, "Ephphatha!" ("Abre-te"), curando-o. Neste milagre, ao contrário do anterior, Jesus utiliza uma técnica específica (o toque, o cuspe, a palavra) para realizar a cura. É possível que esta passagem tenha por objetivo mostrar a realização da profecia em Isaías 31:5–6.
A discussão com os fariseus sobre as lei dietárias e a passagem da mulher canaanita também aparecem em Mateus 15 (Mateus 15:1–28).